# Aquamarine
Aquamarine är en amerikansk-australisk romantik- och komedifilm från 2006.

## Handling
Hailey och Claire har varit bästa vänner länge, men efter sommaren ska Hailey flytta till Australien, och det vill ingen av dem. En natt när flickorna ber om ett mirakel, kommer det en storm som strömmar upp sjöjungfrun Aquamarine som är på jakt efter kärlek för att slippa gifta sig med bläckfisken Triton som hennes pappa valt åt henne. Och killen hon är intresserad av är den populära Raymond. Claire och Hailey erbjuds en önskning, ifall de hjälper Aquamarine att fånga Raymonds uppmärksamhet. Såklart går de med på detta, men det är inte så lätt när den elaka Cecilia också gillar Raymond och försöker få till varje knep för att lura bort Aquamarine ifrån honom...

## Om filmen
Aquamarine regisserades av Elizabeth Allen.

## Rollista
- Sara Paxton - Aquamarine
- Jake McDorman - Raymond
- Joanna "JoJo" Levesque - Hailey Rogers
- Emma Roberts - Claire Brown
- Arielle Kebbel - Cecilia Banks
- Claudia Karvan - Ginny Rogers
- Bruce Spence - Leonard
- Tammin Sursok - Marjorie
- Roy Billing - Grandpa Bob
- Julia Blake - Grandma Maggie
- Shaun Micallef - Storm Banks
- Lulu McClatchy - Bonnie
- Natasha Cunningham - Patty
- Dichen Lachman - Beth-Ann
- Lincoln Lewis - Theo